# Sadat Pur Gujran
Sadat Pur Gujran is een census town in het district Noordoost-Delhi van het Indiase unieterritorium Delhi.

## Demografie
Volgens de Indiase volkstelling van 2001 wonen er 42.564 mensen in Sadat Pur Gujran, waarvan 55% mannelijk en 45% vrouwelijk is. De plaats heeft een alfabetiseringsgraad van 63%.